# La Planète des requins
Série
Empire of the Sharks
(2017)
Pour plus de détails, voir Fiche technique et Distribution.
La Planète des requins (Planet of the Sharks) est un film d'horreur et de science-fiction américain, réalisé par Mark Atkins, sorti en 2016.
Il s'agit d'un mockbuster basé sur le film La Planète des singes. Il a été suivi en 2017 par le film Empire of the Sharks

## Synopsis
Dans un avenir proche, le réchauffement climatique n’a pas pu être empêché et 98% de la surface de la Terre a été recouverte par la mer. Il ne reste plus que deux villes, Junk City et Sanctuary, où les gens doivent se battre pour survivre. En raison de la surchauffe de la mer, il y a eu un déclin de la faune marine, à l’exception des requins. Comme il n’y a presque plus de nourriture dans la mer, ils sont maintenant à la recherche de personnes qui vivent dans de grandes colonies de radeaux sur la mer.
Un groupe de scientifiques s’oppose aux requins et tente de développer quelque chose pour réduire la population de requins. Cependant, un peu plus tard, un requin femelle alpha dominant apparaît, ce qui terrorise le petit groupe de personnes. Un courageux biologiste marin entreprend d’abattre le requin alpha et de rendre les mers à nouveau sûres

## Distribution
- Brandon Auret (en) : Dillon Barrick
- Stephanie Beran (de) : Dr Shayne Nichols
- Lindsay Sullivan (de) (VF : Pascale Chemin) : Dr Roy Shaw
- Lauren Joseph (VF : Pascale Chemin) : Beatrice
- Daniel Barnett (de) (VF : Antoine Tomé) : Moffat
- Christia Visser (de) : Dr Caroline Munro
- John B. Swart (de) : Hideo Ishiro
- Alex Anlos (de) : Nathan Terry
- Angie Teodora Dick (de) : Joanne D'Amato

Source VF : le carton de doublage.

## Production

### Tournage
Le film a été tourné en Afrique du Sud, principalement dans la province du Cap-Occidental, à Hout Bay et à Strandfontein. D’autres tournages ont été réalisés dans les studios de cinéma de Salt River au Cap. Il y a quelques parallèles avec La Planète des singes et Waterworld,

## Accueil

### Réception critique
"[...] Un autre spectacle bon marché sur le sujet des « requins contre les humains », qui repose principalement sur les baigneurs qui se laissent manger »

## Diffusion
Le film a été diffusé sur Tele 5 le 27 novembre 2020 dans le cadre du format de diffusion The Worst Movies of All Time (les pires films de tous les temps).

## Autour du film

### Suite
Une suite intitulée Empire of the Sharks est sortie en 2017.